# IC 4831
IC 4831 је спирална галаксија у сазвјежђу Паун која се налази на листи објеката дубоког неба у Индекс каталогу.
Деклинација објекта је - 62° 16' 19" а ректасцензија 19h 14m 44,1s. Привидна величина (магнитуда) објекта IC 4831 износи 11,7 а фотографска магнитуда 12,5. Налази се на удаљености од 50,433 милиона парсека од Сунца. IC 4831 је још познат и под ознакама ESO 141-38, AM 1910-622, IRAS 19101-6221, PGC 62951.